# Zhao Ruirui
Zhao Ruirui (Nanchino, 8 ottobre 1981) è un'ex pallavolista cinese.
Giocava nel ruolo di centrale.

## Carriera
La carriera di Zhao Ruirui inizia nel 1994, nel settore giovanile del Bayi Nuzi Paiqiu Dui, la squadra dell'Esercito Popolare di Liberazione. Nel 1997 viene promossa in prima squadra e, dopo soli due anni, viene convocata per la prima volta in nazionale, vincendo la medaglia di bronzo al World Grand Prix e la medaglia d'oro al campionato asiatico e oceaniano. Nel 2000 è costretta a saltare i Giochi della XXVII Olimpiade, fratturandosi il ginocchio destro poco prima dell'inizio della manifestazione.
Nel 2001 torna giocare in nazionale dopo l'infortunio, vincendo la medaglia d'argento al World Grand Prix e la medaglia d'oro sia al campionato asiatico e oceaniano che alla Grand Champions Cup. Nella stagione 2001-02 vince per la prima volta lo scudetto, venendo premiata come MVP del campionato, premio che riceve nuovamente al termine della stagione 2003-04; sempre nello stesso anno, con la nazionale, vince la seconda medaglia d'argento consecutiva al World Grand Prix e la medaglia d'oro ai XIV Giochi asiatici. Nel 2003 vince la medaglia d'oro al World Grand Prix, al campionato asiatico e oceaniano, venendo anche premiata come miglior giocatrice e miglior muro, e alla Coppa del Mondo, dove riceve il premio come miglior attaccante.
Nel 2004 si frattura nuovamente la gamba destra, ma riesce a recuperare appena in tempo per partecipare con la nazionale ai Giochi della XXVIII Olimpiade, dove vince la medaglia d'oro giocando solo una gara: nel corso della prima partita del torneo, contro gli Stati Uniti, una caduta le procura una nuova frattura all'osso, che non le permette di giocare per circa tre anni.
Nel 2008 riesce a recuperare in tempo per disputare i Giochi della XXIX Olimpiade, vincendo la medaglia di bronzo; in questa occasione indossa per l'ultima volta la maglia della nazionale cinese. Nel 2010, in seguito ad alcune voci che la davano sia come assistente allenatrice che come nuova giocatrice del Fujian Nuzi Paiqiu Dui, suo padre conferma il suo ritiro definito dall'attività agonistica.

## Palmarès

### Club
- Campionato cinese: 1

2001-02

### Nazionale (competizioni minori)
- Montreux Volley Masters 1999
- Montreux Volley Masters 2000
- Montreux Volley Masters 2002
- Giochi asiatici 2002
- Montreux Volley Masters 2003
- Montreux Volley Masters 2004
- Montreux Volley Masters 2006
- Montreux Volley Masters 2008

### Premi individuali
- 2002 - Volleyball League A cinese: MVP
- 2003 - Campionato asiatico e oceaniano: Most Valuable Player
- 2003 - Campionato asiatico e oceaniano: Miglior muro
- 2003 - Coppa del Mondo: Miglior attaccante
- 2004 - Volleyball League A cinese: MVP